# كريمة (السودان)

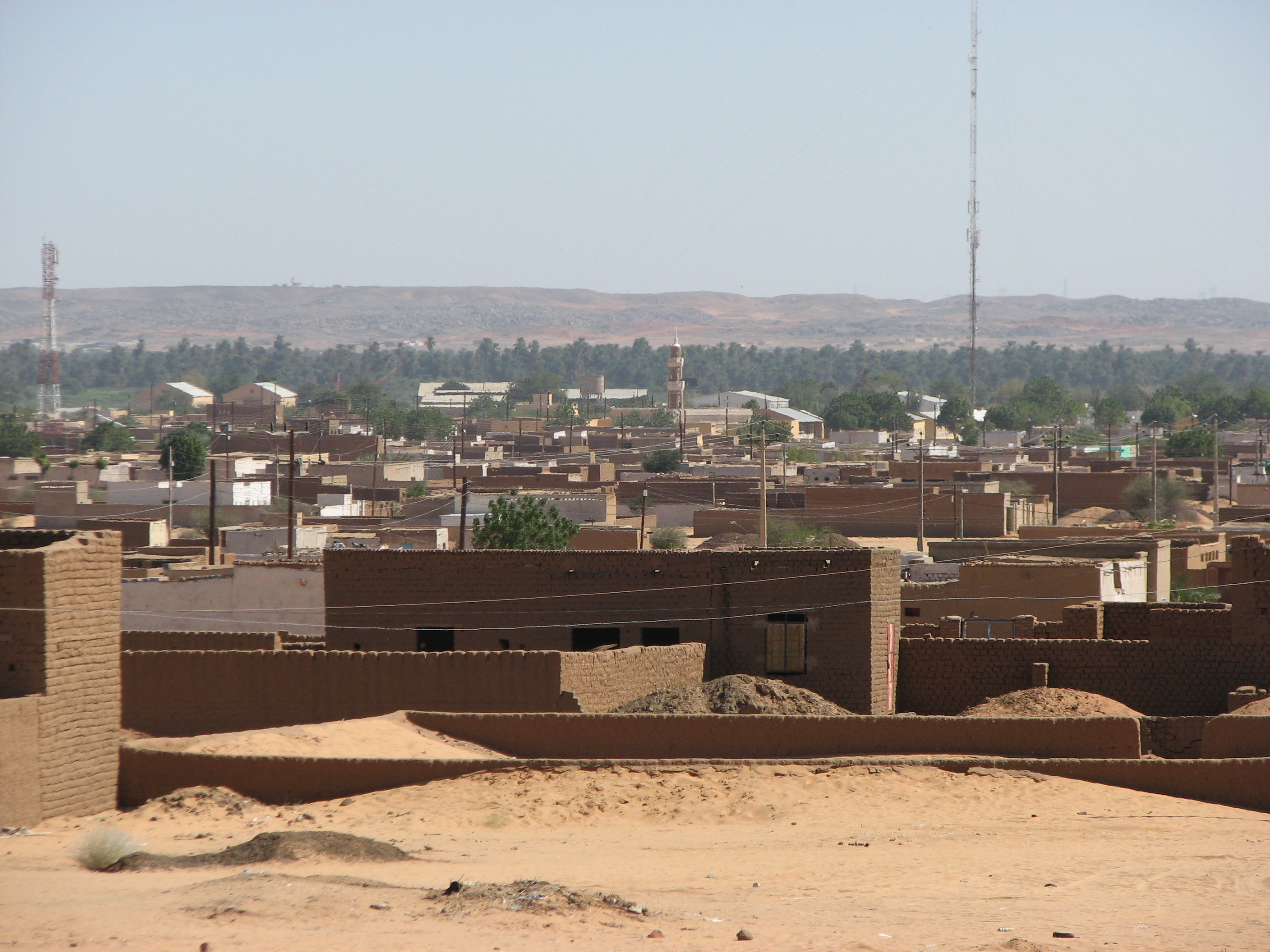
مدينة كريمة

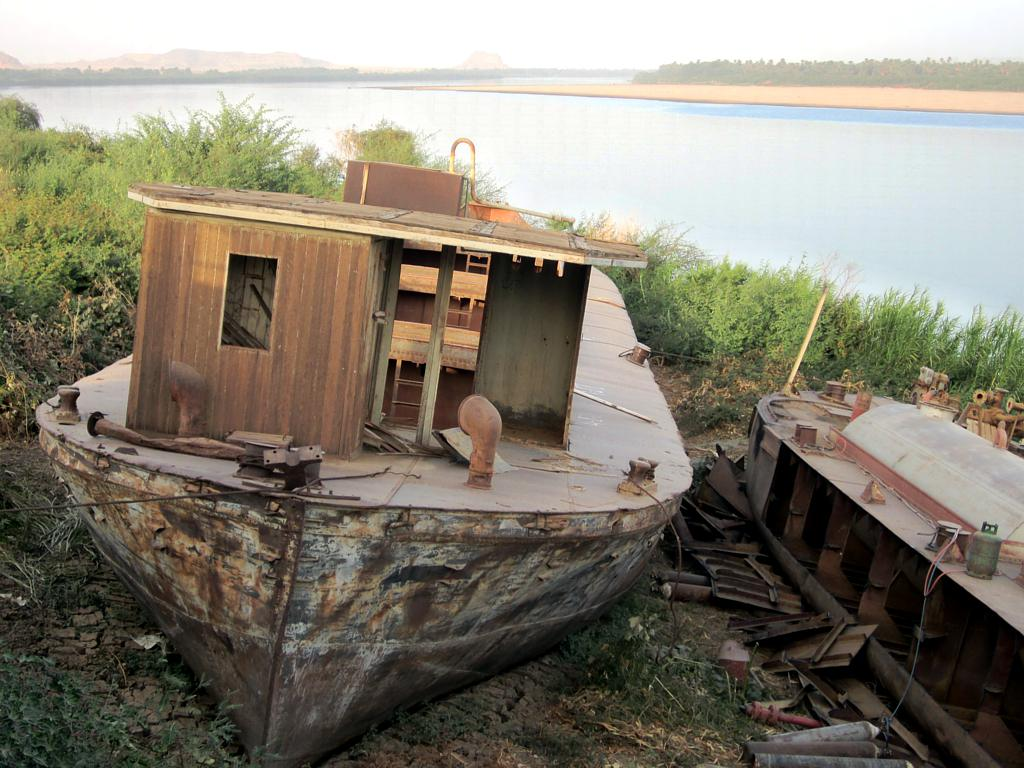
قارب على شاطئ كريمة

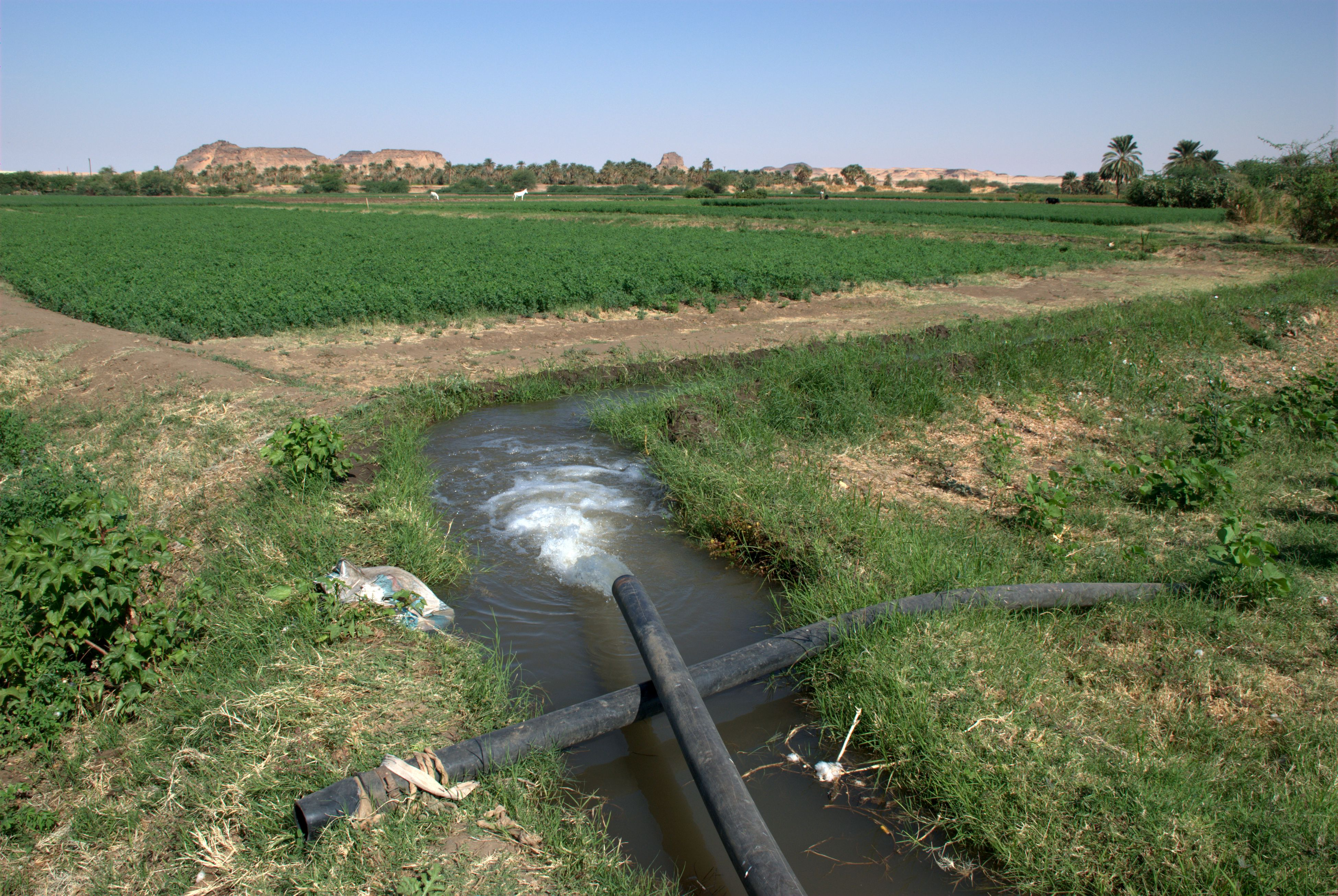
قناة ري في كريمة

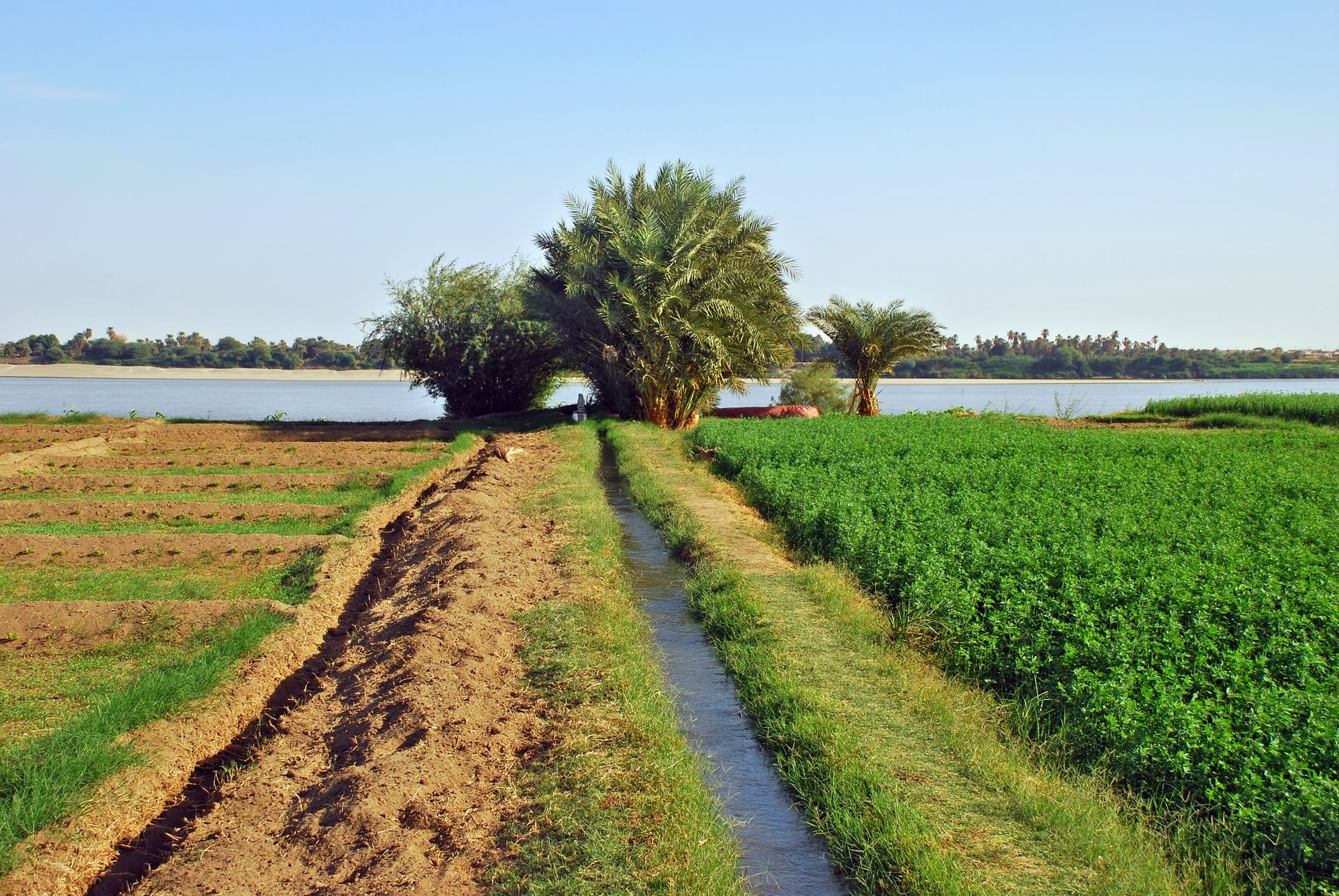
نهر النيل في كريمة

كريمة هي بلدة في الولاية الشمالية في شمال السودان وهي الموطن الأساسي لقبيلة الشايقية. تضم كريمة حضارة نبتة و جبل البركل الذي يعتبر موقعا أثريا مسجلا في اليونسكو للتراث العالمي، وهي تعتبر العاصمة التجارية لمحلية مرَوي وهي محطة للقطار وبها أكبر سوق للمحاصيل الموسمية وتغطي سوقها كل القرى التي حولها.
والقرى التي حولها هي بالترتيب العباسية -البركل - شبا- الجرف - السويقات - الكاسنجر - الكوع - الحمداب - مروى - عسوم- كجبي وهذه كانت مملكة عظيمة - الدتي - الكرو - الدهسيرة- الزومة - مقاشى- حزيمة- البخيت - المقل- الضيقة -الحجير- الأراك - الكرفاب - البرصة- البار - أمدرق -جلاس- العفاض.

## المناخ
يظهر الجدول التالي التغييرات المناخية على مدار السنة لكريمة:
| البيانات المناخية لـكريمة          | البيانات المناخية لـكريمة | البيانات المناخية لـكريمة | البيانات المناخية لـكريمة | البيانات المناخية لـكريمة | البيانات المناخية لـكريمة | البيانات المناخية لـكريمة | البيانات المناخية لـكريمة | البيانات المناخية لـكريمة | البيانات المناخية لـكريمة | البيانات المناخية لـكريمة | البيانات المناخية لـكريمة | البيانات المناخية لـكريمة | البيانات المناخية لـكريمة |
| الشهر                              | يناير                     | فبراير                    | مارس                      | أبريل                     | مايو                      | يونيو                     | يوليو                     | أغسطس                     | سبتمبر                    | أكتوبر                    | نوفمبر                    | ديسمبر                    | المعدل السنوي             |
| ---------------------------------- | ------------------------- | ------------------------- | ------------------------- | ------------------------- | ------------------------- | ------------------------- | ------------------------- | ------------------------- | ------------------------- | ------------------------- | ------------------------- | ------------------------- | ------------------------- |
| الدرجة القصوى °م (°ف)              | 37.3 (99.1)               | 41.6 (106.9)              | 45.5 (113.9)              | 46.6 (115.9)              | 48.0 (118.4)              | 48.1 (118.6)              | 47.5 (117.5)              | 46.6 (115.9)              | 46.6 (115.9)              | 44.7 (112.5)              | 40.8 (105.4)              | 37.5 (99.5)               | 48.1 (118.6)              |
| متوسط درجة الحرارة الكبرى °م (°ف)  | 28.0 (82.4)               | 30.5 (86.9)               | 34.7 (94.5)               | 38.8 (101.8)              | 42.0 (107.6)              | 43.4 (110.1)              | 41.9 (107.4)              | 41.4 (106.5)              | 42.1 (107.8)              | 39.2 (102.6)              | 33.2 (91.8)               | 29.4 (84.9)               | 37.0 (98.6)               |
| المتوسط اليومي °م (°ف)             | 19.1 (66.4)               | 22.0 (71.6)               | 26.0 (78.8)               | 30.1 (86.2)               | 33.5 (92.3)               | 35.1 (95.2)               | 34.5 (94.1)               | 34.4 (93.9)               | 34.6 (94.3)               | 31.5 (88.7)               | 25.6 (78.1)               | 21.6 (70.9)               | 29.0 (84.2)               |
| متوسط درجة الحرارة الصغرى °م (°ف)  | 11.9 (53.4)               | 13.5 (56.3)               | 17.3 (63.1)               | 21.5 (70.7)               | 25.1 (77.2)               | 26.9 (80.4)               | 27.0 (80.6)               | 27.1 (80.8)               | 27.1 (80.8)               | 23.8 (74.8)               | 18.0 (64.4)               | 13.8 (56.8)               | 21.1 (70.0)               |
| أدنى درجة حرارة °م (°ف)            | 3.6 (38.5)                | 3.8 (38.8)                | 7.5 (45.5)                | 10.0 (50.0)               | 16.7 (62.1)               | 19.5 (67.1)               | 20.7 (69.3)               | 21.0 (69.8)               | 19.0 (66.2)               | 13.2 (55.8)               | 7.7 (45.9)                | 5.5 (41.9)                | 3.6 (38.5)                |
| الهطول مم (إنش)                    | 0.0 (0.0)                 | 0.0 (0.0)                 | 0.0 (0.0)                 | 0.0 (0.0)                 | 0.1 (0.00)                | 0.1 (0.00)                | 7.7 (0.30)                | 11.4 (0.45)               | 1.1 (0.04)                | 0.3 (0.01)                | 0.0 (0.0)                 | 0.0 (0.0)                 | 20.7 (0.81)               |
| متوسط أيام هطول الأمطار (≥ 0.1 mm) | 0.1                       | 0.0                       | 0.0                       | 0.0                       | 0.2                       | 0.2                       | 1.0                       | 1.7                       | 0.5                       | 0.1                       | 0.0                       | 0.0                       | 3.8                       |
| متوسط الرطوبة النسبية (%)          | 30                        | 23                        | 19                        | 17                        | 16                        | 17                        | 24                        | 29                        | 22                        | 23                        | 29                        | 33                        | 23.5                      |
| ساعات سطوع الشمس الشهرية           | 316.2                     | 296.8                     | 325.5                     | 324.0                     | 328.6                     | 312.0                     | 322.4                     | 300.7                     | 282.0                     | 319.3                     | 303.0                     | 288.3                     | 3٬718٫8                   |
| نسبة وصول أشعة الشمس               | 91                        | 92                        | 86                        | 86                        | 84                        | 79                        | 79                        | 79                        | 76                        | 87                        | 94                        | 93                        | 86                        |
| المصدر: NOAA                       |                           |                           |                           |                           |                           |                           |                           |                           |                           |                           |                           |                           |                           |